# 2010 FX86
2010 FX86 – planetoida należąca do grupy obiektów transneptunowych. Została odkryta w marcu 2010 roku w programie OGLE-IV przez zespół astronomów Uniwersytetu Warszawskiego pod kierownictwem prof. Andrzeja Udalskiego przy użyciu kamery obrazującej niebo zainstalowanej przy 1,3 m teleskopie warszawskim w Obserwatorium Las Campanas. Nazwa planetoidy jest oznaczeniem tymczasowym, nie posiada też jeszcze oficjalnej numeracji.

## Orbita
2010 FX86 okrąża Słońce w ciągu ok. 323 lat w średniej odległości 47 j.a. Nachylenie jej orbity względem ekliptyki to 25,18°, a mimośród jej orbity wynosi 0,058. W swoim ruchu orbitalnym 2010 FX86 przecina orbitę Plutona.
Średnica planetoidy 2010 FX86 szacowana jest na około 636 km.
Planetoida ta wraz z (471143) Dziewanna, (471165) 2010 HE79 i 2010 EL139 jest jedną z czterech nowo odkrytych planetoid przez polskich astronomów. Należy ona do wyjątkowo dużych obiektów i jest typowym obiektem transneptunowym.